# Alchemilla ramosissima
Alchemilla ramosissima é uma espécie de rosácea do gênero Alchemilla, pertencente à família Rosaceae.